# Chinesische Badmintonmeisterschaft 2003
Die Chinesische Badmintonmeisterschaft 2003 fand Mitte Dezember in Zhuhai, Guangdong, statt. Neben den fünf Einzelwettbewerben wurden auch die Titelträger der Herren- und Damenteams ermittelt, wobei Guangdong in beiden Wettbewerben erfolgreich war.

## Finalergebnisse
| Disziplin    | Sieger                  | Finalist             | Ergebnis           |
| ------------ | ----------------------- | -------------------- | ------------------ |
| Herreneinzel | Chen Yu                 | Chen Hong            | 12-15, 15-13, 15-7 |
| Dameneinzel  | Xie Xingfang            | Zhang Ning           |                    |
| Herrendoppel | Fu Haifeng Chen Qiqiu   | Zheng Bo Cao Zhen    |                    |
| Damendoppel  | Zhang Jiewen Yang Wei   | Gao Ling Wei Yili    |                    |
| Mixed        | Chen Qiqiu Zhang Jiewen | Wang Wei Tao Yaofeng | 17-14, 15-5        |